# Viglua brunnipes
Viglua brunnipes is een hooiwagen uit de familie Assamiidae.